# روبير دل بوندي
روبير دل بوندي مواليد 18 نوفمبر 1958 في سويسرا، كان دراج سويسري سابق في صنف سباق الدراجات على المضمار. سبق أن شارك في دورة الألعاب الأولمبية الصيفية وفاز بميدالية أولمبية. حقق أيضا ميدالية في دورة ألعاب الكومنولث.

## سجل النتائج

### سباقات أو مراحل فاز بها
- طواف فرنسا
- طواف إسبانيا
- طواف إيطاليا

## الميداليات
| الميدالية | المسابقة                       |
| --------- | ------------------------------ |
| ذهبية     | الألعاب الأولمبية الصيفية 1980 |

## روابط خارجية
- روبير دل بوندي على موقع أرشيف الدراجات (الإنجليزية)
- روبير دل بوندي على موقع إحصائيات الدراجات الإحترافية (الإنجليزية)
- روبير دل بوندي على موقع CycleBase (الإنجليزية)
- روبير دل بوندي على موقع أوليمبيديا (الإنجليزية)